# Église Notre-Dame de Notre-Dame-d'Aliermont
Pour les articles homonymes, voir Église Notre-Dame.
L'église Notre-Dame est une église catholique située à Notre-Dame-d'Aliermont, en France.

## Localisation
L'église est située à Notre-Dame-d'Aliermont, commune du département français de la Seine-Maritime.

## Historique
L'église Notre-Dame est édifiée au XIIIe siècle. 
L'édifice est beaucoup modifié.
L'édifice est inscrit au titre des monuments historiques par arrêté du 13 avril 1933.

## Description
L'édifice primitif est construit en tuf, grès, brique et silex.
L'église possède trois nefs et trois arcades.
L'édifice conserve une contre-table du XVIIIe siècle.